# Торна (род)

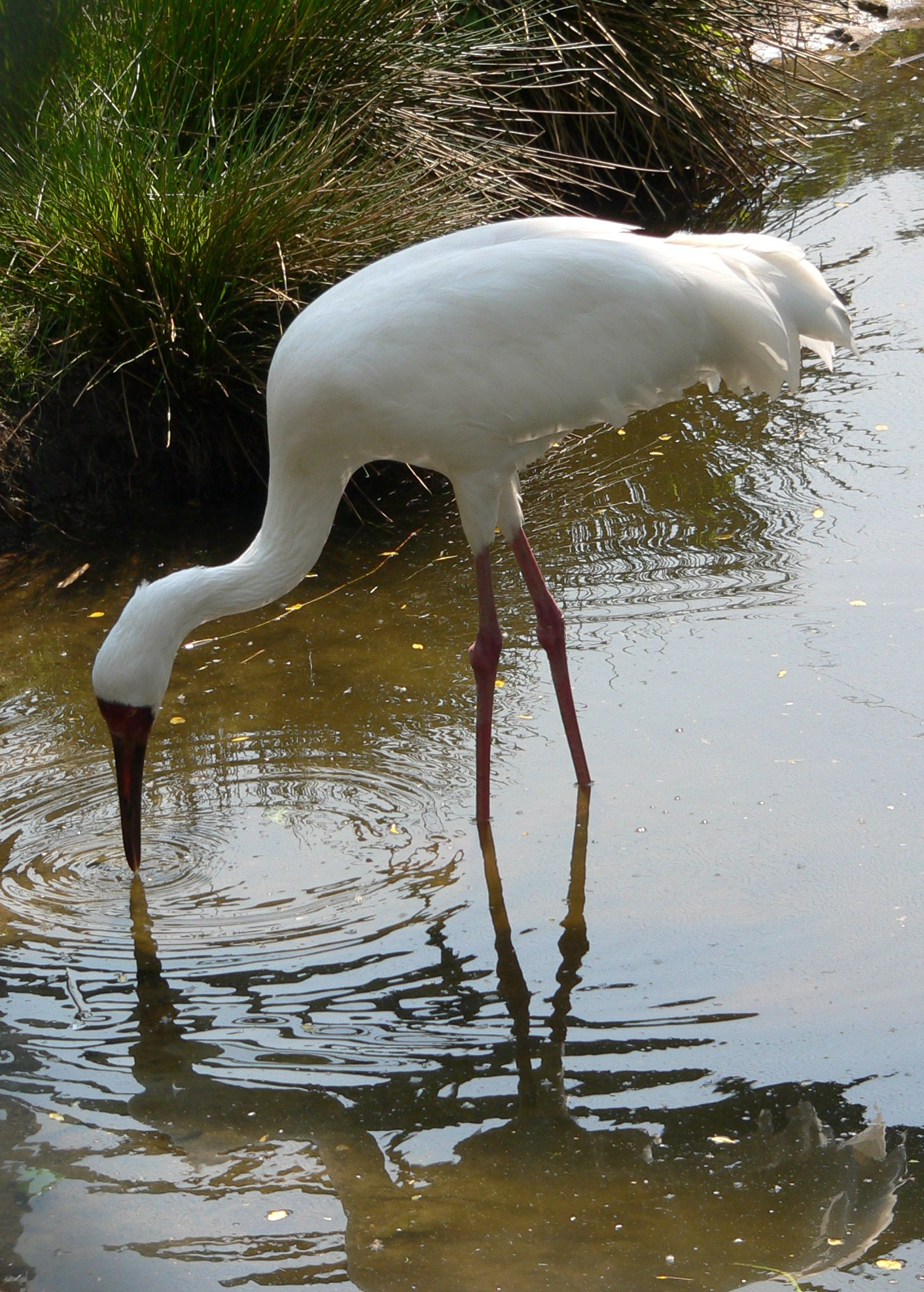
Журавль

Торна — название башкирского рода племени Уран, восходящее к тотему журавля. О почитании башкирами журавлей упоминается в записках путешественника X века — Ибн Фадлана:
«Мы видели, как (одна) группа из них поклоняется змеям, (другая) группа поклоняется журавлям. Мне сообщили, что они (когда-то) вели войну с (какими-то) людьми из числа своих врагов, причем они (враги) обратили их в бегство, и что журавли закричали позади них (врагов), так что они испугались и сами обратились в бегство, после того как обратили в бегство (этих) башкир!
Поэтому они (башкиры) стали поклоняться журавлям и говорят: „Эти журавли — наш господь, так как он обратил в бегство наших врагов“. За это они им и поклоняются».